# Hermannus Reydon

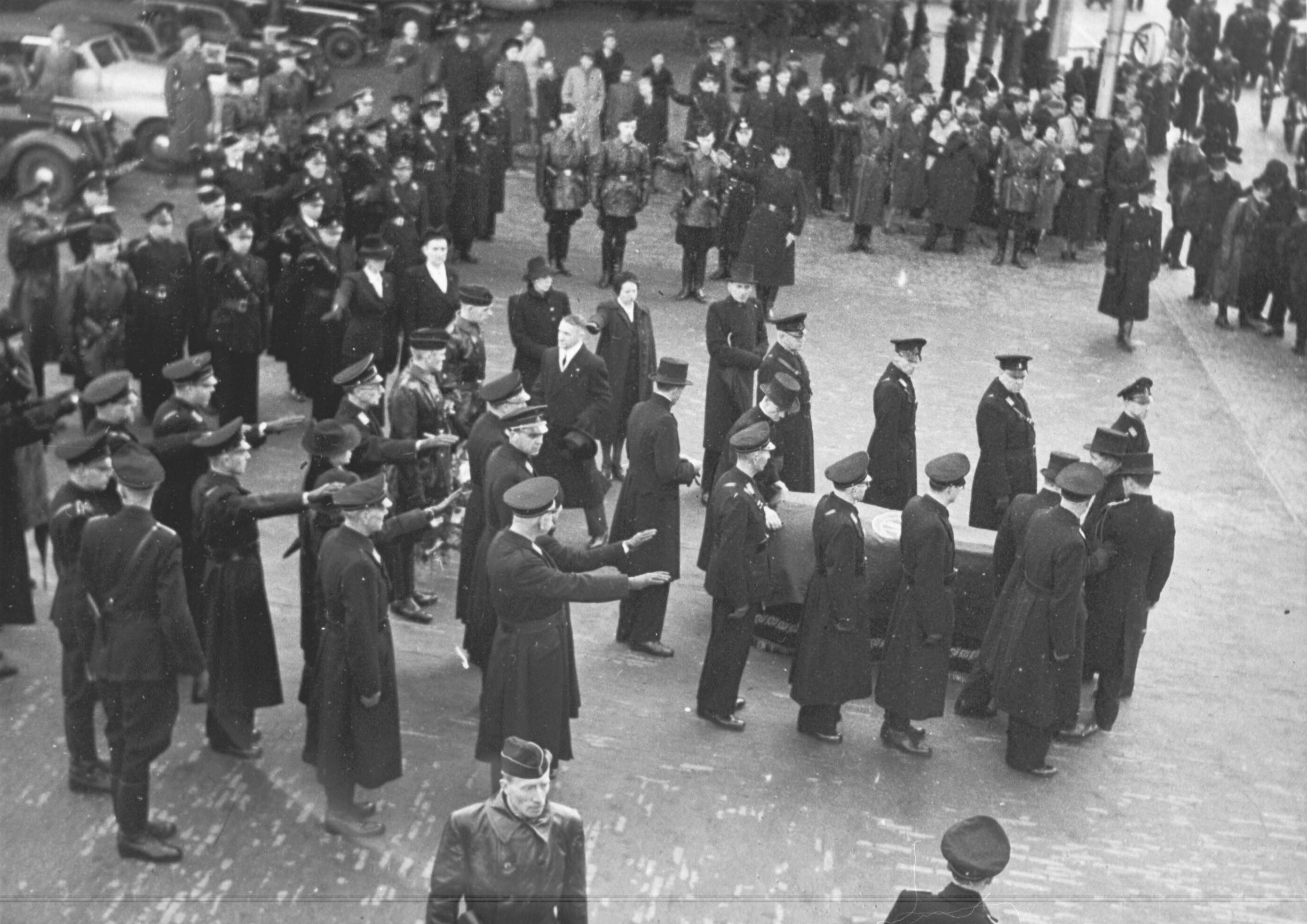
Begrafenis van Reydon

Hermannus Reydon (Voorschoten, 6 december 1896 – Leiden, 24 augustus 1943) was een Nederlands nationaalsocialistisch activist en ambtenaar.
De jurist Reydon meldde zich in het voorjaar van 1932 aan als lid van de Nationaal-Socialistische Beweging (NSB) van Anton Mussert, waarmee hij het stamboeknummer 252 verwierf. Hij werd met ingang van 1 februari 1933 leider van de NSB-kring te Amsterdam. Vanaf juni 1936 was hij redacteur van het nationaalsocialistische maandblad De Wolfsangel. Hij ontwikkelde zich tot een fervent verdediger van de boerenstand, de Germaanse volksaard en de Nederlandse arbeider. Hij wijdde er menige publicatie aan. Ook was hij van 1933 tot 1938 redacteur van het NSB-weekblad Volk en Vaderland. Daarna was hij tot december 1940 politiek redacteur en waarnemend hoofdredacteur van Het Nationale Dagblad, de krant van de NSB. Daarna werd hij benoemd tot vormingsleider van de Nederlandse Landstand, een boerenorganisatie van de NSB. Na het terugtreden van prof.dr. T. Goedewaagen als secretaris-generaal van het nationaalsocialistische Departement van Volksvoorlichting en Kunsten volgde Reydon hem op 1 februari 1943 op. Ook nam hij Goedewaagens functie van president van de Nederlandsche Kultuurkamer over. Per diezelfde datum benoemde Mussert hem tot gemachtigde voor volksvoorlichting. Zes dagen later pleegde de verzetsgroep CS-6 een aanslag op hem, waarbij zijn echtgenote onmiddellijk werd gedood. Reydon zelf stierf een half jaar later aan de opgelopen verwondingen.
Gerrit Willem Kastein, de pleger van de aanslag, werd op 19 februari 1943 gearresteerd door de Sicherheitsdienst (SD). Hij probeerde zelfmoord te plegen door geboeid aan een stoel uit een raam te springen. Hij overleed in het ziekenhuis aan een schedelbasisfractuur.

## Begraven
Reydon en Evert Roskam liggen gebroederlijk naast elkaar begraven op de (oude) algemene begraafplaats te Lunteren. Het graf was eigendom van Roskam en door hem ter beschikking gesteld aan Reydon. Op Reydons graf prijkt een omgekeerde eolh-rune en op dat van Roskam een odal-rune.

## Publicaties
- 1934 - Boerenland in boerenhand. Utrecht, Nenasu. 2e druk 1935.
- 1934 - De toekomst van den arbeider: het resultaat van den politieke partijstaat voor den Nederlandsche arbeider. Utrecht, Nenasu. 3 drukken verschenen in 1934.
- 1936 - Nationaal-socialisme en Germaansche volksaard. Utrecht, Nenasu.
- 1936 - Het zonnerad. Utrecht, Nenasu. 2e druk: Leiden, Nenasu, 1937.
- 1941 - Ook de landarbeiders in het Nederlandsche Agrarisch Front. Den Haag, Nederlandsch Agrarisch Front.
- 1941 - Wat is Heemkunde. Uitgeverij Hamer.
- diverse artikelen over onder andere boerenstand, heemkunde en sibbekunde in NSB-tijdschriften.

 Portaal: Fascisme en nationaalsocialisme in Nederland · Fascisme · Nationaalsocialisme